# 比利亚斯塔尔
比利亚斯塔尔，是西班牙阿拉贡自治区特鲁埃尔省的一个市镇。总面积39平方公里，总人口494人（2018年），人口密度9人/平方公里。